# Cryptochironomus olivaceus
Cryptochironomus olivaceus är en tvåvingeart som först beskrevs av Jean-Jacques Kieffer 1921.  Cryptochironomus olivaceus ingår i släktet Cryptochironomus och familjen fjädermyggor.
Artens utbredningsområde är Taiwan. Inga underarter finns listade i Catalogue of Life.